# París-Roubaix 1938

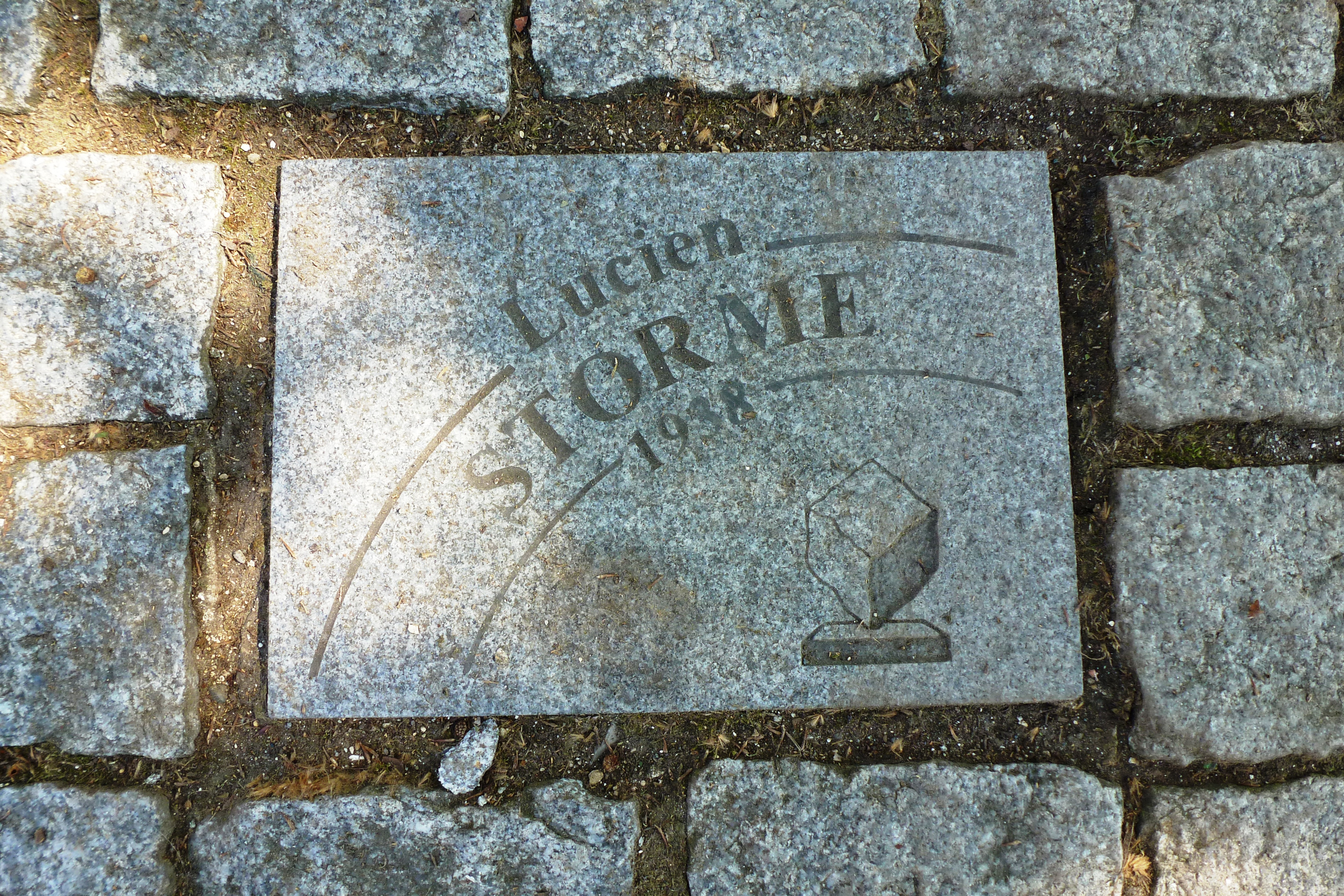

La París-Roubaix 1938 fou la 39ªa edició de la París-Roubaix. La cursa es disputà el 17 d'abril de 1938 i fou guanyada pel belga Lucien Storme. La cursa es disputà sota una forta ventada.

## Classificació final
|    | Ciclista          | Equip                 | Temps      |
| -- | ----------------- | --------------------- | ---------- |
| 1  | Lucien Storme     | -                     | 8h 13' 46" |
| 2  | Louis Hardiquest  | -                     |            |
| 3  | Marcel van Houtte | -                     |            |
| 4  | Émile Masson      | -                     |            |
| 5  | Gérard Desmedt    | -                     |            |
| 6  | René Walschot     | -                     |            |
| 7  | Jean Fréchaut     | France Sport - Dunlop |            |
| 8  | Sylvain Grysolle  | -                     |            |
| 9  | Albertin Disseaux | Helyett               |            |
| 10 | Stan Lauwers      | -                     |            |